# 格林達嶺
71°56′S 4°26′E / 71.933°S 4.433°E
格林達嶺（Grinda Ridge），是南極洲的山嶺，位於毛德皇后地的瑪塔公主海岸，處於格呂特于爾山以北，屬於穆利格-霍夫曼山脈的一部分，挪威製圖師根據該國探險隊的測量和空中照片繪入地圖，現時由南極條約體系管理。

## 外部連結
. . United States Geological Survey.   [2012-05-08].